# Persecución goda de los cristianos

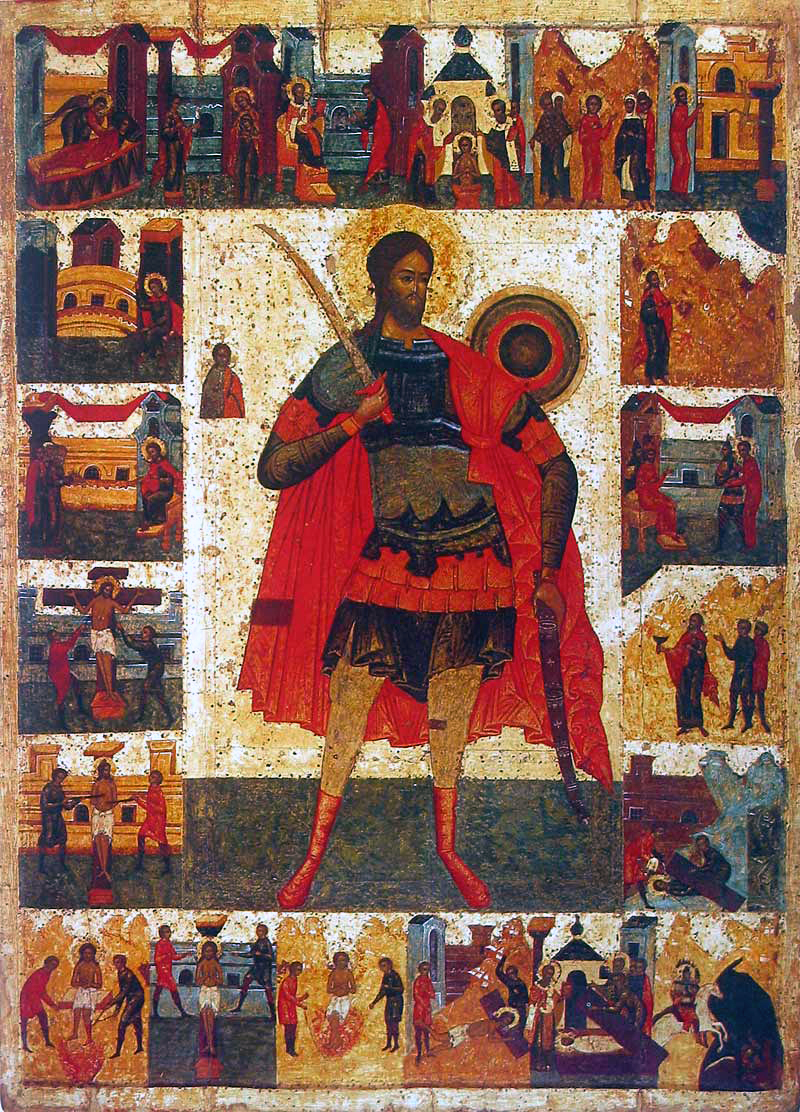
Icono de San Nicetas de Yaroslavl

Hay constancia de la persecución de cristianos por los godos en el siglo III. Según Basilio de Cesarea, algunos prisioneros tomados cautivos en una incursión goda en Capadocia alrededor del año 260 predicaron el evangelio a sus captores y fueron martirizados. Uno de ellos se llamaba Eutico. El obispo Dionisio de Cesarea envió mensajeros a los godos para rescatar a los cautivos y todavía había constancia escrita de estos intentos en tiempos de Basilio.

## Historia
Se registran dos brotes principales de persecución de cristianos por parte de las autoridades godas del siglo IV, en 347/8 bajo Aorico (según Auxencio de Durostorum) y entre 367 y 378 bajo el hijo de Aorico, el iudex (kindins) Atanarico.
La persecución de los cristianos bajo Athanaric muestra que los cristianos eran todavía una minoría entre los Tervingi en el 370s, pero que se habían convertido en lo suficientemente numerosos como para ser considerado una amenaza para la cultura gótica. Es notable que Atanarico no persiguiera a los cristianos en general, sino específicamente a los godos convertidos, mientras que a los extranjeros cristianos los dejó en paz. El motivo de Athanaric era por lo tanto la protección de la nación goda y sus dioses y no la persecución del cristianismo como tal.
El gobernante tervingio Atanarico se opuso a la propagación del Cristianismo entre los Godos, temiendo que la nueva fe destruyera la cultura goda. Según el historiador Sozomenos (Eccl. Hist. 6.37), Atanarico nombró a Wingurico (Wingureiks, Wingourichos, también Jungeric) para erradicar la fe cristiana de las tierras godas.  En Crimea, Wingurico colocó un ídolo en un carro y lo hizo desfilar ante una tienda utilizada por los cristianos para su servicio religioso; los que adoraron el ídolo se salvaron, y el resto fueron quemados vivos en la tienda. 
Un total de 308 personas murieron en el incendio, de las que sólo se conocen los nombres de 21 de ellas. Esto ocurrió en el año 375 o cerca de esa fecha.
Unos años más tarde, durante el reinado de Valentino y Teodosio (383– 392), Gaatha, viuda de un par de Winguric, y su hija Dulcilla (o Duclida, Duklida) reunieron los restos de veintiséis mártires y, con la ayuda de algunos sacerdotes y un laico llamado Thyellas, los trasladaron a Cícico.
Los mártires que murieron bajo la persecución de Atanarico conocidos por su nombre son tres clérigos y 18 laicos (11 hombres, 7 mujeres).
A ellos se añaden los cuatro hijos de Wereka y Batwin (dos hijos y dos hijas), más un hombre anónimo que se acercó a la tienda y confesó a Cristo cuando Winguric estaba a punto de quemarla y fue martirizado junto con los demás, para llegar al número de "veintiséis mártires" cuyos restos fueron transportados por Gaatha. Los veintiún mártires conocidos por su nombre están registrados con múltiples variantes en la tradición manuscrita:
- Werekas (u Ouerkas, Vercus), un papa o sacerdote,
- Batwin (o Bathouses, Bathusius), un bilaifs (¿ministro?)
- Arpulas (Arpilio), monje,
- once laicos: Abippas (Abibus), Hagias (Agnus), Ruias (Reas), Egathrax (Igathrax), Eskoes (Iscous), Silas, Sigetzas (Signicus), Swerilas (Sonerilas), Swemblas (Suimbalus), Therthas (Thermus) y Philgas (Phillus),
- siete laicas Anna, Alas (Alla), Baren (Beride, también registrada como Larissa), Moiko (Monco), Kamika (Mamika), Oneko (Virko) y Anemais (Animais, Animaida),

La lista incluye nombres sirios, capadocios y frigios, aunque todas las víctimas eran godos. Esto puede reflejar la práctica cristiana de asumir un nuevo "nombre cristiano" en el bautismo, y en cualquier caso los documentos de la estrecha relación de la iglesia gótica con los de Asia Menor (donde los godos invasores a mediados del siglo III entró por primera vez en contacto con el cristianismo).
Los "26 mártires godos" se conmemoran en el cristianismo ortodoxo el 26 de marzo, pero en el  calendario gótico fragmento el 29 de octubre (gaminþi marwtre þize bi Werekan papan jah Batwin bilaif. aikklesjons fullaizos ana Gutþiudai gabrannidai "recuerdo de los mártires que con Werekas el sacerdote y Batwin el bilaif fueron quemados en una iglesia abarrotada entre los godos"). El mismo fragmento del 23 de octubre proscribe el recuerdo de "los muchos mártires del pueblo godo y de Fridaric" (þize ana Gutþiudai managaize martwre jah Friþareikeis), siendo Fridaric un mártir godo desconocido.
Los martirologios ortodoxos orientales enumeran "Veintiséis godos mártires", enumerando los 21 nombres citados anteriormente, pero añadiendo un Constans como duodécimo laico, además de la reina Gaatha junto con su hija Dulcilla y su hijo Agathon.
Saba el Godo fue martirizado en 372 en la actual región Valaquia de Rumanía. Nicetas el Godo también fue martirizado en ese mismo año.